# 藤原弟貞
藤原 弟貞（ふじわら の おとさだ）は、奈良時代中期の皇族・貴族。左大臣・長屋王の子。初名山背王（やましろおう）のち臣籍降下して藤原朝臣姓となる。

## 経歴
長屋王と藤原不比等の娘・長娥子の間の子として生まれる。当初山背王を名乗るが、長屋王邸の木簡には山背王らの名は見つからず、長娥子所生の子らは長屋王とは別の屋敷に住んでいたとされる。神亀6年（729年）2月の長屋王の変に際しては、長屋王と正妻・吉備内親王及びその子と思しき膳夫王・桑田王・葛木王・鉤取王らが自死する一方で、他の夫人所生の子とともに生き残った。
天平12年（740年）同母兄の安宿王・黄文王と同時に叙位を受け、山背王は従四位下に直叙される。これは蔭位制の規定によると親王の子相当となり、長屋王の怨霊に対する配慮であったという見方もある。天平18年（746年）右大舎人頭に任ぜられる。
孝謙朝の天平勝宝9歳（757年）5月に従四位上へ昇叙し、6月に但馬守に任ぜられる。同年6月28日に山背王は参議・橘奈良麻呂が謀反を計画し、武器を準備して田村宮を包囲しようとしていること、左大弁・大伴古麻呂もこの件に関知していることを訴え出る。その後、奈良麻呂らに加え、安宿王や黄文王も謀反に加担していたとみなされ処罰された（橘奈良麻呂の乱）。『続日本紀』における山背王（弟貞）の薨伝では、安宿王や黄文王が謀反を企てたことを山背王が密告した旨の記載があるが、少なくとも安宿王は6月29日に初めて謀議に参加していることから、山背王は兄たちが謀反に参加していたことを知らないまま密告に及んだ可能性も指摘されている。乱後の7月5日になって山背王は兄たちの処罰と引き替えに密告の賞として三階の昇進を受け従三位に叙せられた。この直後に、孝謙天皇に密告を賞されて母姓である藤原朝臣姓を与えられ、臣籍降下して藤原 弟貞と名乗った。
以降は当時権力を握っていた光明皇太后・藤原仲麻呂に親しく仕える。淳仁朝に入ると天平宝字4年（760年）に坤宮大弼に任ぜられ、天平宝字6年（762年）には参議に任ぜられる。長屋王の子息の多くが政変に倒れる中で唯一公卿に列し、藤原仲麻呂政権の中で主要な地位を占めた。
天平宝字7年（763年）10月17日薨去。最終官位は参議礼部卿従三位。

## 官歴
『続日本紀』による。
- 天平12年（740年） 11月21日：従四位下（直叙）
- 天平18年（746年） 9月19日：右大舎人頭
- 天平勝宝8歳（756年） 5月3日：山作司（聖武上皇崩御）。11月：見出雲守[9]
- 天平宝字元年（757年） 5月20日：従四位上。6月16日：但馬守。7月5日：従三位。日付不詳：臣籍降下（藤原朝臣）、弟貞に改名
- 天平宝字4年（760年） 正月16日：坤宮大弼。6月7日：装束司（光明皇后崩御）
- 天平宝字6年（762年） 12月1日：参議

## 系譜
- 父：長屋王
- 母：藤原長娥子（藤原不比等の娘）
- 生母不詳の子女
  - 男子：永原最弟麻呂？[1]
  - 女子：永原子伊太比？[1]（?-835）
  - 女子：永原恵子？[1]（?-815）
  - 女子：藤原巨勢麻呂室

子孫の子伊太比・恵子は大同3年（808年）永原朝臣姓を賜与され、以降は永原氏を名乗った。